# ふるえて眠れ (野口五郎の曲)
「ふるえて眠れ」（ふるえてねむれ）は、1982年5月25日に発売された野口五郎の41枚目のシングルである。

## 収録曲
1. ふるえて眠れ
作詞：水木れいじ／作曲：浜圭介／編曲：船山基紀
2. ある再会
作詞：伊藤アキラ／作曲・編曲：山中涼平